# Eriopyga chulumaniensis
Eriopyga chulumaniensis là một loài bướm đêm trong họ Noctuidae.